# ديف سبينس
ديف سبينس (8 يناير 1930 في نيوزيلندا - ) (بالإنجليزية: Dave Spence)‏ هو لاعب كريكت نيوزلندي. لعب مع Central Districts cricket team ‏.

## وصلات خارجية
- ديف سبينس على موقع إي آس بي آن كريك إنفو (الإنجليزية)